# 劳动青年联盟

劳动青年联盟标志

劳动青年联盟（匈牙利語：Dolgozó Ifjúság Szövetsége，缩写为DISZ）是匈牙利人民共和国历史上的一个群众性青年组织，由匈牙利劳动人民党领导。
该组织成立于1950年6月。该组织吸收14—26岁的匈牙利青年。1956年，该组织拥有14000个地方组织、约80万名成员。该组织负责领导匈牙利的先锋运动。
1950年10月，该组织开始出版《自由青年》周刊；1951年7月，改为日报，并持续出版至1956年10月。
1955年，该组织设立“裴多菲俱乐部”；后来，该俱乐部成为反对匈牙利劳动人民党政府的异见中心。
在1956年匈牙利事件发生期间，该组织解散。1957年，匈牙利青年共产主义联盟成立，它与劳动青年联盟不同，是一个干部组织。